# Alí Fernández
Ali Nahum Fernández Gris es un exfutbolista mexicano que jugó de delantero. Debutó en 1988. En Primera División jugó 335 partidos, acumulando 185 goles anotados alrededor de su carrera como jugador. Es hijo del famoso cronista deportivo Ángel Fernández Rugama. Actualmente se dedica como cazatalentos y tiene una sección llamada "El Mundo Según Alí" en el Programa Matutino Express.

## Clubs
- Club de Fútbol Atlante (1988 - 1989)
- Club Toluca (1992 - 1993)
- Puebla Fútbol Club[1] (1993 - 1996)